# Cachoeira do Bisnau
A Cachoeira do Bisnau, também é conhecida como Cachoeira da Capetinga, está localizada na Fazenda Capetinga,[carece de fontes?] na Rodovia BR-020, distante 15 quilômetros de Distrito Bezerra, no município de Formosa, estado de Goiás.
Tem 100 metros de altura e está num desnível de 130 metros com seis pequenas quedas d'água ao longo do percurso, e a grande cachoeira. Há dois poços próprios para banho, sendo um no início da cachoeira e outro no final.[carece de fontes?] É possível descer pela cachoeira, escalando o paredão ao lado da mesma ou através da prática de rapel ou ainda, descendo por uma trilha íngreme no meio da mata virgem.